# Visoke Tatre
Visoke Tatre (slovaško Vysoké Tatry, poljsko Tatry Wysokie) so gorovje in najvišji del Tater in vseh Karpatov. Ležijo severno od Nizkih Tater, od katerih jih loči dolina reke Váh. Najvišja točka je Gerlachovský štít z 2655 m.
Glavni del z vsemi najvišjimi vrhovi gorovja leži na Slovaškem. Njihov najvišji vrh je tudi najvišji vrh Slovaške, vrh  Rysy pa je tudi najvišja točka Poljske. Številne redke in endemične živalske in rastlinske vrste živijo v Visokih Tatrah, prav tako tudi velike živali, kot so rjavi medved, ris, kuna, volk in navadna lisica.
Področje je znano po zimskih športih. Največja smučišča so Štrbské Pleso, Starý Smokovec, Tatranská Lomnica na Slovaškem in Zakopane na Poljskem.
Narodni park Tatre (Tatranský národný park) na Slovaškem je bil ustanovljen leta 1948, poljski narodni park Tatre (Tatrzański Park Narodowy) pa leta 1954.

## Vrhovi
Najbolj znani gorski vrhovi Visokih Tatr so:
- Gerlachovský štít, 2655 m
- Lomnický štít, 2634 m
- Malý Ľadový štít, 2632 m
- Zadný Gerlach, 2616 m
- Rysy, 2499 m
- Kriváň, 2495 m
- Kôprovský štít, 2363 m
- Vysoká, 2547 m
- Jahňací štít, 2230 m

## Doline
V Visokih Tatrah je 23 dolin, večina na slovaški strani.

## Jezera
Največje, Morskie Oko s površino 34,50 ha, globoko 50,8 m, 1395,4 m , leži na poljski strani. Najgloblje je Veľké Hincovo pleso (20,08 ha, 53 m, 1946 m), ki je na Slovaškem. Zelo priljubljeni sta Štrbské Pleso in Popradske Pleso.

## Slapovi
Najbolj znani slapovi so na Studenem potoku. Največji, a ne najvišji slap na poljski strani je Siklawa. Njegova višina je 64–70 m, naklon pa okoli 35°.

## Mesta
Na ozemlju Visokih Tater je edino mesto Visoke Tatre (Vysoké Tatry), ki je izhodišče za izlete v Visoke Tatre.

## Znanost
V Visokih Tatrah sta dva glavna astronomska observatorija Slovaške: observatorij Skalnaté Pleso in observatorij Lomnický štít.